# Willem Harmsen (Rijkswaterstaat)
Willem Harmsen (Zutphen, 4 januari 1886 - Den Haag, 11 januari 1954) is een voormalig directeur-generaal van Rijkswaterstaat en een van de grondleggers van de Directie Bruggen.

## Levensloop
Harmsen begon in 1903 zijn studie tot civiel-ingenieur aan de Polytechnische School te Delft welke in 1905 hernoemd werd naar de Technische Hogeschool Delft, de voorloper van de Technische Universiteit Delft. In 1908 voltooide hij zijn studie toen hij slaagde voor zijn ingenieursexamen. Hetzelfde jaar trad hij in dienst bij Rijkswaterstaat als adjunct-ingenieur. In 1911 werd hij overgeplaatst naar Noord-Brabant om zich bezig te houden met de aanleg van het Wilhelminakanaal. In 1916 werd hij overgeplaatst naar Terneuzen (Zeeland) waar hij voor de periode van vijf jaar de functie van arrondissementsingenieur vervulde totdat hij in 1921 werd overgeplaatst naar Goes waar hij in 1924 benoemd werd tot hoofdingenieur. In zijn functie als hoofdingenieur verrichtte hij onder andere onderzoek naar de Oostsluis van Hansweert.
In 1928 werd Harmsen overgeplaatst naar het District Wegentechniek in Den Haag waar hij de opdracht kreeg om het "Bruggenbureau" op te richten. Deze dienst legde zich toe op het ontwerpen en realiseren van de rivierovergangen uit het Rijkswegenplan. Harmsen was hoofd van dit bureau. Later diende hij ook toezicht te houden op de staalconstructies. Aan het eind van 1939 was het bruggenbureau inmiddels uitgegroeid tot de directie Bruggen waarvan Harmsen de hoofdingenieur-directeur was. Toen de Tweede Wereldoorlog aanbrak waren er tien van de twaalf bruggen uit het Rijkswegenplan voltooid. In 1940 werd hij belast met het vrijmaken van de waterwegen nadat een aantal bruggen opgeblazen was welke in 1943 weer hersteld waren.
In 1942 werd Harmsen hoofdingenieur-directeur bij de directie Benedenrivieren en twee later kreeg hij ook de leiding over delen van de directie Bovenrivieren welke toen nog in bezet gebied lagen. In 1945 werd hij benoemd tot directeur-generaal bij Rijkswaterstaat. Hij legde zich ondanks de schaarste toe op het herstellen van de door de oorlog verwoeste infrastructuur en bruggen. In 1947 ontving hij van de Technische Hogeschool Delft een eredoctoraat voor zijn verdienste tijdens de wederopbouw. Op 1 februari 1951 ging Harmsen met pensioen en in 1953 werd hij lid van de Deltacommissie, de opvolger van de Stormvloedcommissie waarvan hij ook lid was. Het jaar erop kwam hij te overlijden. Na zijn dood is in 1954 een meet- en directievaartuig van Rijkswaterstaat naar hem vernoemd en in 1968 is de Harmsenbrug naar hem vernoemd.

## Publicaties (selectie)
- C.L. Schuller tot Peursum & W.J.H. Harmsen (1916). Enkele mededeelingen omtrent het Wilhelminakanaal, De Ingenieur, (1916) 677-690.
- W.J.H. Harmsen (1931.) De technische en economische zijde van toepassing van hangbruggen voor de rivieroverbruggingen in Nederland, Wegen, 597-604.
- W.J.H. Harmsen (1932). De brugbouw door den Rijkswaterstaat, Bedrijfsauto, 846-863.
- W.J.H. Harmsen (1933).  Bruggenbouw in verband met het Rijkswegenplan. Verslag van de jaarvergadering van de Vereeniging het Nederlandsche Wegen-Congres
- W.J.H. Harmsen (1935). De brug voor gewoon verkeer over het Hollandsch Diep bij Moerdijk, De Ingenieur
- W.J.H. Harmsen (1938).  Uitgebouwde zijpaden bij de bruggen voor gewoon verkeer over de groote rivieren,Staal, 9-13.
- W.J.H. Harmsen (1939). Bruggenbouw in verband met den aanleg van het Rijkswegennet in Nederland, De Ingenieur, B39-B52.
- W.J.H. Harmsen (1949). Jubileum van de uitvinding voor 100 jaar van het gewapend beton, De Ingenieur, A429-A430.